# Дельта Козерога
Дельта Козерога (δ Cap, δ Capricorni), также называемая Денеб Альгеди, — двойная звёздная система в созвездии Козерога, находящаяся на расстоянии около 39 световых лет от Солнца. Главная звезда системы — белый гигант.
Поскольку звезда находится вблизи эклиптики, то происходят покрытия данной звезды Луной и, реже, планетами.

## Звёздная система
Дельта Козерога — затменная двойная звезда, напоминающая Алголь, с периодом обращения 1,022768 суток. В максимуме блеска видимая звёздная величина составляет 2,81. В момент главного минимума затмения блеск уменьшается на 0,24, в момент вторичного минимума — на 0,09.
Главный компонент, Дельта Козерога A, имеет спектральный класс A7m III: это звезда-гигант, исчерпавшая запас водорода в ядре. Более точно, это химически пекулярная Am-звезда спектрального типа kA5hF0mF2 III. Данное обозначает, что линия K в спектре соответствует температуре звезды спектрального класса A5; определённый по водороду спектральный класс соответствует F0, линии поглощения металлов подразумевают спектральный класс F2.
Ранее считалось, что данная звезда является переменной типа Дельты Щита, что является редким случаем для Am-звезды. Принадлежность звезды к такому виду переменных звёзд была поставлена под сомнение при наблюдениях в 1994 году. Первичный компонент двойной звезды имеет массу и радиус, вдвое превышающие таковые соответствующие значения для Солнца; при этом проекция скорости вращения составляет 105 км/с (данная скорость вращения синхронизирована с орбитальным вращением). Для Am-звезды столь высокая скорость вращения необычна. Внешняя оболочка звезды испускает излучение с эффективной температурой 7 301 K, что придаёт звезде видимый белый цвет. Вторичный компонент является звездой спектрального класса G или K, масса составляет около 90% массы Солнца.

## История наблюдений
В 1906 году американский астроном В. Слайфер, работавший в обсерватории Лоуэлла, обнаружил, что Дельта Козерога является спектральной двойной звездой. Её орбита была определена в 1921 году К. Крампом (англ. Clifford Crump) по 69 измерениям лучевых скоростей, полученных в Йеркской обсерватории. Свойства звезды как затменной двойной были определены в 1956 году О. Эггеном в Ликской обсерватории.

## Названия
Традиционное название Денеб Альгеди происходит от арабского ذنب الجدي (ðanab al-jady) — "хвост козы", что относится к рыбьему хвосту Козерога.
В китайской астрономии данная звезда имеет название 壘壁陣四 (Lěi Bì Zhèn sì), означающее "четвёртая звезда в линии бастионов". Звезда входит в астеризм, состоящий из Гаммы Козерога, Каппы Козерога, Эпсилона Козерога, Дельты Козерога, Йоты Водолея, Сигмы Водолея, Лямбды Водолея, Фи Водолея, 27 Рыб, 29 Рыб, 33 Рыб и 30 Рыб. (кит.)